# WCW World Television Championship
Le WCW World Television Championship (que l'on peut traduire par championnat du monde Télévision de la WCW) est un titre de catch utilisé par la fédération World Championship Wrestling utilisée de 1974 à 2000.
Créé sous le nom de NWA Mid-Atlantic Television Championship par la Mid-Atlantic Championship Wrestling (en) en 1974 il est aussi utilisé par la Georgia Championship Wrestling. Il change de nom une première fois en 1977 pour devenir le NWA Television Championship puis en NWA World Television Championship en 1985. En 1988, Ted Turner rachète la Mid-Atlantic Championship Wrestling et change le nom en World Championship Wrestling. Le championnat change de nom en 1990 pour devenir le WCW World Television Championship.
Ce titre cesse d'être utilisé le 11 avril 2000. Au cours de son histoire, ce titre a été détenu par 54 catcheurs.

## Histoire du titre
Le titre a été créé en 1974 par la Georgia Championship Wrestling (GCW) sous le nom de NWA Mid-Atlantic Television Championship et la Mid-Atlantic Championship Wrestling (en) l'utilise dans le cadre d'un partenariat entre les deux fédérations qui sont voisines (la GCW étant en Géorgie travaillant dans les Carolines). La GCW organise un tournoi pour désigner le premier champion et la finale oppose Ole Anderson à Danny Miller. C'est ce dernier qui devient le premier champion le 27 février 1974.
En juillet 1984, la World Wrestling Federation rachète la GCW afin de diffuser ses programmes sur TBS. La MACW récupère ce titre. Fin 1988, la Ted Turner rachète la MACW alors au bord de la banqueroute pour 9 000 000 de dollars. qui devient la World Championship Wrestling.
En 1991, le titre change de nom pour devenir le WCW World Television Championship. Le 16 février 2000 au cours de l'enregistrement de WCW Saturday Night, Jim Duggan en devient le dernier champion après avoir trouvé la ceinture dans une poubelle. Son règne prend fin quand Eric Bischoff et Vince Russo annoncent le reboot de la WCW. La WCW cesse ensuite d'utiliser ce titre.

## Liste des champions
| #   | Catcheur                      | Règnes | Date              | Durée               | Lieu                              | Événement                        | Notes | Réf    |
| --- | ----------------------------- | ------ | ----------------- | ------------------- | --------------------------------- | -------------------------------- | --- | ------ |
| 1   | Danny Miller                  | 1      | 27 février 1974   | 2 mois et 13 jours  | Raleigh (Caroline du Nord)        | House show                       | Il bat Ole Anderson en finale d'un tournoi pour devenir le premier champion, titre connu sous le nom Mid-Atlantic TV Championship.                          | [ 1 ]  |
| 2   | Ivan Koloff                   | 1      | 10 mai 1974       | 1 mois et 28 jours  | Richmond (Virginie)               | House show                       | | [ 1 ]  |
| 3   | Paul Jones                    | 1      | 8 juillet 1974    | 3 mois et 16 jours  | Charlotte (Caroline du Nord)      | House show                       | | [ 1 ]  |
| 4   | Ivan Koloff                   | 2      | 24 octobre 1974   | 2 mois et 2 jours   | Anderson Creek (Caroline du Nord) | House show                       | | [ 1 ]  |
| 5   | Paul Jones                    | 2      | 26 décembre 1974  | 1 mois et 13 jours  | Greensboro (Caroline du Nord)     | House show                       | | [ 1 ]  |
| 6   | Ric Flair                     | 1      | 8 février 1975    | 6 mois              | Winston-Salem (Caroline du Nord)  | House show                       | | [ 1 ]  |
| 7   | Paul Jones                    | 3      | 8 août 1975       | 3 mois et 25 jours  | Richmond (Virginie)               | House show                       | | [ 1 ]  |
|     | Titre vacant                  |        | 3 décembre 1975   | 4 mois et 11 jours  |                                   |                                  | Jones devient champion des États-Unis de la NWA le 27 novembre 1975 et abandonne le titre Télévision.                                                       | [ 7 ]  |
| 8   | Angelo Mosca                  | 1      | 14 avril 1976     | 2 mois et 16 jours  | Raleigh (Caroline du Nord)        | House show                       | Il bat Tim Woods en finale d'un tournoi. | [ 1 ]  |
| 9   | Paul Jones                    | 4      | 30 juin 1976      | 3 mois et 16 jours  | Raleigh (Caroline du Nord)        | House show                       | | [ 1 ]  |
| 10  | Mr. Wrestling                 | 1      | 16 octobre 1976   | 23 jours            | Greensboro (Caroline du Nord)     | House show                       | | [ 1 ]  |
| 11  | Greg Valentine                | 1      | 8 novembre 1976   | 22 jours            | Raleigh (Caroline du Nord         | House show                       | | [ 1 ]  |
| 12  | Rufus R. Jones                | 1      | 30 novembre 1976  | 1 mois et 20 jours  | Charleston (Caroline du Sud)      | House show                       | | [ 1 ]  |
| 13  | Greg Valentine                | 2      | 19 janvier 1977   | 27 jours            | Raleigh (Caroline du Nord)        | House show                       | | [ 1 ]  |
| 14  | Rufus R. Jones                | 2      | 15 février 1977   | 1 mois et 20 jours  | Raleigh (Caroline du Nord)        | House show                       | | [ 1 ]  |
| 15  | Ric Flair                     | 2      | 4 avril 1977      | 2 mois et 11 jours  | Greenville, Caroline du Sud       | House show                       | | [ 1 ]  |
| 16  | Ricky Steamboat               | 1      | 15 juin 1977      | 3 mois et 27 jours  | Raleigh (Caroline du Nord)        | House show                       | | [ 1 ]  |
| 17  | Baron Von Raschke             | 1      | 12 octobre 1977   | 4 mois et 21 jours  | Raleigh (Caroline du Nord)        | House show                       | | [ 1 ]  |
| 18  | Johnny Weaver                 | 1      | 5 mars 1978       | 21 jours            | Charlotte (Caroline du Nord)      | House show                       | | [ 1 ]  |
| 19  | Baron Von Raschke             | 2      | 26 mars 1978      | 2 mois et 12 jours  | Greensboro (Caroline du Nord)     | House show                       | Titre désormais connu sous le nom NWA TV Championship | [ 1 ]  |
| 20  | Paul Jones                    | 5      | 7 juin 1978       | 3 jours             | Raleigh (Caroline du Nord)        | House show                       | | [ 1 ]  |
| 21  | Rick Steamboat                | 2      | 10 juin 1978      | N/A                 | Asheville (Caroline du Nord)      | House show                       | | [ 1 ]  |
|     | Titre vacant                  |        | ? 1980            |                     |                                   |                                  | | [ 7 ]  |
| 22  | Masked Superstar              | 1      | 1er avril 1980    | N/A                 | Raleigh (Caroline du Nord)        | House show                       | Remporte un tournoi. | [ 1 ]  |
|     | Titre vacant                  |        | Octobre 1980      |                     |                                   |                                  | | [ 1 ]  |
| 23  | Roddy Piper                   | 1      | 1er novembre 1980 | 2 mois et 26 jours  | Richmond (Virginie)               | House show                       | | [ 1 ]  |
| 24  | Titre vacant                  |        | 27 janvier 1981   | 3 mois et 2 jours   |                                   |                                  | Titre vacant après que Piper a remporté le titre U.S. | [ 7 ]  |
| 25  | Sweet Ebony Diamond           | 1      | 29 avril 1981     | N/A                 | Raleigh (Caroline du Nord)        | House show                       | Remportait un tournoi. | [ 1 ]  |
| 26  | Greg Valentine                | 3      | 1981              | N/A                 |                                   | House show                       | | [ 1 ]  |
| 27  | Sweet Ebony Diamond           | 2      | 30 mai 1981       | N/A                 | Charlotte (Caroline du Nord)      | House show                       | | [ 1 ]  |
| 28  | Greg Valentine                | 4      | 1981              | N/A                 |                                   | House show                       | | [ 1 ]  |
| 29  | Ron Bass                      | 1      | 6 septembre 1981  | 1 mois et 28 jours  | Asheville (Caroline du Nord)      | House show                       | | [ 1 ]  |
| 30  | Ivan Koloff                   | 3      | 3 novembre 1981   | 1 mois et 30 jours  | Charlotte (Caroline du Nord)      | House show                       | | [ 1 ]  |
| 31  | Jimmy Valiant                 | 1      | 2 janvier 1982    | N/A                 | Hampton (Virginie)                | House show                       | | [ 1 ]  |
| 32  | Ivan Koloff                   | 4      | 1982              |                     |                                   | House show                       | | [ 1 ]  |
| 33  | Jimmy Valiant                 | 2      | 6 juin 1982       | N/A                 | Toronto (Ontario)                 | House show                       | | [ 1 ]  |
| 34  | Ivan Koloff                   | 5      | 1982              |                     |                                   | House show                       | | [ 1 ]  |
| 35  | Jimmy Valiant                 | 3      | 17 octobre 1982   | N/A                 | Toronto (Ontario)                 | House show                       | | [ 1 ]  |
| 36  | Jos LeDuc                     | 1      | 1982              | N/A                 |                                   | House show                       | | [ 1 ]  |
|     | Titre vacant                  |        | 1982              |                     |                                   |                                  | Leduc s'est fait retirer le titre pour tricherie. | [ 1 ]  |
| 37  | Bad Leroy Brown               | 1      | 27 novembre 1982  | 1 mois              | Greensboro (Caroline du Nord)     | House show                       | A remporté une bataille royale à 20. | [ 1 ]  |
| 38  | Mike Rotundo                  | 1      | 25 décembre 1982  | 1 mois et 28 jours  | Charlotte (Caroline du Nord)      | House show                       | | [ 1 ]  |
| 39  | Dick Slater                   | 1      | 22 février 1983   | 1 mois et 5 jours   | Columbia (Caroline du Sud)        | House show                       | | [ 1 ]  |
| 40  | Roddy Piper                   | 2      | 27 mars 1983      | 7 jours             | Asheville (Caroline du Nord)      | House show                       | | [ 1 ]  |
| 41  | Dick Slater                   | 2      | 3 avril 1983      | 27 jours            | Greensboro (Caroline du Nord)     | House show                       | | [ 1 ]  |
| 42  | Jos LeDuc                     | 2      | 30 avril 1983     | 23 jours            | Richmond (Virginie)               | House show                       | | [ 1 ]  |
| 43  | Great Kabuki (en)             | 1      | 23 mai 1983       | 6 mois et 1 jour    | Greenville (Caroline du Sud)      | House show                       | | [ 1 ]  |
| 44  | Charlie Brown (Jimmy Valiant) | 4      | 24 novembre 1983  | N/A                 | Greensboro (Caroline du Nord)     | Starrcade                        | | [ 8 ]  |
|     | Titre vacant                  |        | Janvier 1984      |                     |                                   |                                  | Valiant laissait Charlie Brown de côté et abandonnait le titre.                                                                                             | [ 7 ]  |
| 45  | Mark Youngblood               | 1      | 7 mars 1984       | 21 jours            | Spartanburg (Caroline du Sud)     | House show                       | A remporté la finale d'un tournoi. | [ 1 ]  |
| 46  | Tully Blanchard               | 1      | 28 mars 1984      | 11 mois et 16 jours |                                   | House show                       | | [ 1 ]  |
| 47  | Dusty Rhodes                  | 1      | 16 mars 1985      | 1 mois et 12 jours  | Greensboro (Caroline du Nord)     | House show                       | Titre devenu NWA World TV Championship pendant ce règne. | [ 1 ]  |
| 48  | Tully Blanchard               | 2      | 28 avril 1985     | 2 mois et 8 jours   | Charlotte (Caroline du Nord)      | House show                       | | [ 1 ]  |
| 49  | Dusty Rhodes                  | 2      | 6 juillet 1985    | 3 mois et 13 jours  | Charlotte (Caroline du Nord)      | The Great American Bash          | | [ 9 ]  |
|     | Titre vacant                  |        | 19 octobre 1985   |                     |                                   |                                  | Rhodes se l'est fait retirer pour blessure | [ 7 ]  |
| 50  | Arn Anderson                  | 1      | 4 janvier 1986    | 8 mois et 5 jours   | Greensboro (Caroline du Nord)     | House show                       | Il bat Wahoo McDaniel (en) en finale d'un tournoi. | [ 10 ] |
| 51  | Dusty Rhodes                  | 3      | 9 septembre 1986  | 2 mois et 18 jours  | Columbia (Caroline du Sud)        | House show                       | | [ 1 ]  |
| 52  | Tully Blanchard               | 3      | 27 novembre 1986  | 8 mois et 5 jours   | Greensboro (Caroline du Nord)     | Starrcade                        | Dans un First Blood match. | [ 11 ] |
| 53  | Nikita Koloff                 | 1      | 1er août 1987     | 5 mois et 25 jours  | Fayetteville (Caroline du Nord)   | House show                       | Le 26 novembre, il unifie ce titre avec le championnat Télévision de l'Universal Wrestling Federation (en)après sa victoire face à Terry Taylor (en).       | ,      |
| 54  | Mike Rotunda                  | 2      | 26 janvier 1988   | 11 mois             | Raleigh (Caroline du Nord)        | House show                       | | [ 1 ]  |
| 55  | Rick Steiner                  | 1      | 26 décembre 1988  | 1 mois et 25 jours  | Raleigh (Caroline du Nord)        | Starrcade                        | | [ 13 ] |
| 56  | Mike Rotunda                  | 3      | 20 février 1989   | 1 mois et 11 jours  | Chicago (Illinois)                | Chi-Town Rumble                  | | [ 14 ] |
| 57  | Sting                         | 1      | 31 mars 1989      | 3 mois et 22 jours  | Atlanta (Géorgie)                 | NWA World Championship Wrestling | | [ 15 ] |
|     | Vacant                        |        | 23 juillet 1989   |                     | Baltimore (Maryland)              |                                  | Titre abandonné après un match avec The Great Muta. | [ 15 ] |
| 58  | The Great Muta                | 1      | 3 septembre 1989  | 3 mois et 30 jours  | Atlanta (Géorgie)                 | House show                       | A battu Sting dans un rematch pour remporter le titre vacant.                                                                                               | [ 15 ] |
| 59  | Arn Anderson                  | 2      | 2 janvier 1990    | N/A                 | Gainesville (Géorgie)             | NWA Power Hour                   | | [ 15 ] |
| 60  | Tom Zenk                      | 1      | Décembre 1990     | N/A                 | Gainesville (Géorgie)             | House show                       | | [ 15 ] |
| 61  | Arn Anderson                  | 3      | 14 janvier 1991   | 4 mois et 5 jours   | Marietta (Géorgie)                | WCW Worldwide                    | Titre maintenant appelé WCW World TV Championship après la séparation de la WCW avec la NWA.                                                                | [ 15 ] |
| 62  | Bobby Eaton                   | 1      | 19 mai 1991       | 15 jours            | St. Petersburg (Floride)          | SuperBrawl I                     | | [ 16 ] |
| 63  | Steve Austin                  | 1      | 3 juin 1991       | 10 mois et 24 jours | Birmingham (Alabama)              |                                  | | [ 15 ] |
| 64  | Barry Windham                 | 1      | 27 avril 1992     | 26 jours            | Atlanta (Géorgie)                 |                                  | | [ 15 ] |
| 65  | Steve Austin                  | 2      | 23 mai 1992       | 3 mois et 10 jours  | Chattanooga (Tennessee)           |                                  | | [ 15 ] |
| 66  | Ricky Steamboat               | 3      | 2 septembre 1992  | 27 jours            | Atlanta (Géorgie)                 |                                  | | [ 17 ] |
| 67  | Scott Steiner                 | 1      | 29 septembre 1992 | N/A                 | Columbus (Géorgie)                |                                  | | [ 15 ] |
|     | Titre vacant                  |        | Novembre 1992     |                     |                                   |                                  | Steiner s'est fait retirer le titre quand lui et Rick Steiner partaient à la WWF.                                                                           | [ 15 ] |
| 68  | Paul Orndorff                 | 1      | 2 mars 1993       | 5 mois et 16 jours  | Macon (Géorgie)                   |                                  | Il bat Erik Watts dans la finale d'un tournoi. | [ 15 ] |
| 69  | Ricky Steamboat               | 4      | 18 août 1993      | 1 mois et 1 jour    | Daytona Beach (Floride)           | Clash of the Champions XXIV      | | [ 18 ] |
| 70  | Lord Steven Regal             | 1      | 19 septembre 1993 | 7 mois et 13 jours  | Daytona Beach (Floride)           |                                  | | [ 19 ] |
| 71  | Larry Zbyszko                 | 1      | 2 mai 1994        | 1 mois et 21 jours  | Atlanta (Géorgie)                 |                                  | | [ 20 ] |
| 72  | Lord Steven Regal             | 2      | 23 juin 1994      | 2 mois et 26 jours  | Charleston (Caroline du Sud)      | Clash of the Champions XXVII     | | [ 21 ] |
| 73  | Johnny B. Badd                | 1      | 18 septembre 1994 | 3 mois et 21 jours  | Roanoke (Virginie)                | Fall Brawl: War Games            | | [ 22 ] |
| 74  | Arn Anderson                  | 4      | 8 janvier 1995    | 5 mois et 10 jours  | Atlanta (Géorgie)                 |                                  | | [ 23 ] |
| 75  | Renegade                      | 1      | 18 juin 1995      | 2 mois et 30 jours  | Dayton (Ohio)                     | The Great American Bash          | | [ 24 ] |
| 76  | Diamond Dallas Page           | 1      | 17 septembre 1995 | 1 mois et 12 jours  | Asheville (Caroline du Nord)      | Fall Brawl: War Games            | | [ 25 ] |
| 77  | Johnny B. Badd                | 2      | 29 octobre 1995   | 3 mois et 19 jours  | Detroit (Michigan)                | Halloween Havoc                  | |        |
| 78  | Lex Luger                     | 1      | 17 février 1996   | 1 jour              | Baltimore (Maryland)              |                                  | |        |
| 79  | Johnny B. Badd                | 3      | 18 février 1996   | 17 jours            | Norfolk (Virginie)                |                                  | |        |
| 80  | Lex Luger                     | 2      | 6 mars 1996       | 5 mois et 14 jours  | Macon (Géorgie)                   |                                  | |        |
| 81  | Lord Steven Regal             | 3      | 20 août 1996      | 5 mois et 28 jours  | Dalton (Géorgie)                  |                                  | |        |
| 82  | Prince Iaukea                 | 1      | 17 février 1997   | 1 mois et 21 jours  | Tampa (Floride)                   |                                  | Monday Nitro |        |
| 83  | Ultimo Dragon                 | 1      | 7 avril 1997      | 1 mois et 11 jours  | Huntsville (Alabama)              |                                  | Monday Nitro |        |
| 84  | Lord Steven Regal             | 4      | 18 mai 1997       | 2 mois et 3 jours   | Charlotte (Caroline du Nord)      |                                  | Slamboree |        |
| 85  | Ultimo Dragon                 | 2      | 21 juillet 1997   | 1 mois              | Jacksonville (Floride)            |                                  | Monday Nitro |        |
| 86  | Alex Wright                   | 1      | 21 août 1997      | 1 mois et 1 jour    | Nashville (Tennessee)             |                                  | Clash of the Champions XXXV |        |
| 87  | Disco Inferno                 | 1      | 22 septembre 1997 | 1 mois et 12 jours  | Salt Lake City (Utah)             |                                  | Monday Nitro |        |
| 88  | Perry Saturn                  | 1      | 3 novembre 1997   | 1 mois et 5 jours   | Philadelphie (Pennsylvanie)       |                                  | Monday Nitro |        |
| 89  | Disco Inferno                 | 2      | 8 décembre 1997   | 21 jours            | Buffalo (New York)                |                                  | Monday Nitro |        |
| 90  | Booker T                      | 1      | 29 décembre 1997  | 1 mois et 18 jours  | Baltimore (Maryland)              |                                  | Monday Nitro |        |
| 91  | Rick Martel                   | 1      | 16 février 1998   | 6 jours             | Tampa (Floride)                   |                                  | Monday Nitro |        |
| 92  | Booker T                      | 2      | 22 février 1998   | 2 mois et 8 jours   | San Francisco (Californie)        |                                  | SuperBrawl VIII |        |
| 93  | Chris Benoit                  | 1      | 30 avril 1998     | 1 jour              | Augusta (Géorgie)                 |                                  | |        |
| 94  | Booker T                      | 3      | 1er mai 1998      | 1 jour              | Greenville (Caroline du Sud)      |                                  | |        |
| 95  | Chris Benoit                  | 2      | 2 mai 1998        | 1 jour              | Charleston (Caroline du Sud)      |                                  | |        |
| 96  | Booker T                      | 4      | 3 mai 1998        | 1 jour              | Savannah (Géorgie)                |                                  | |        |
| 97  | Fit Finlay                    | 1      | 4 mai 1998        | 1 mois et 10 jours  | Indianapolis (Indiana)            |                                  | |        |
| 98  | Booker T                      | 5      | 14 juin 1998      | 29 jours            | Baltimore (Maryland)              |                                  | |        |
| 99  | Stevie Ray                    | 1      | 13 juillet, 1998  | 28 jours            | Baltimore (Maryland)              |                                  | Titre donné par Booker T. Stevie Ray a été officiellement champion TV de la WCW lorsqu'il apparaissait avec le titre à Monday Nitro en battant Rick Martel. |        |
| 100 | Chris Jericho                 | 1      | 10 août 1998      | 3 mois et 20 jours  | Rapid City (Michigan)             |                                  | |        |
| 101 | Konnan                        | 1      | 30 novembre 1998  | 29 jours            | Chattanooga (Tennessee)           |                                  | |        |
| 102 | Scott Steiner                 | 2      | 29 décembre 1998  | 4 mois et 10 jours  | Baltimore (Maryland)              |                                  | |        |
| 103 | Booker T                      | 6      | 14 mars 1999      | 1 mois et 21 jours  | Louisville (Kentucky)             |                                  | |        |
| 104 | Rick Steiner                  | 2      | 9 mai 1999        | 4 mois et 4 jours   | St. Louis (Missouri)              |                                  | |        |
| 105 | Chris Benoit                  | 3      | 13 septembre 1999 | 1 mois et 11 jours  |                                   |                                  | |        |
| 106 | Rick Steiner                  | 3      | 24 octobre 1999   | 28 jours            |                                   |                                  | |        |
| 107 | Scott Hall                    | 1      | 21 novembre 1999  | 8 jours             | Toronto (Ontario)                 |                                  | |        |
|     | Titre vacant                  |        | 29 novembre 1999  |                     |                                   |                                  | Scott Hall abandonnait le titre en la jetant dans une poubelle. Ce fut durant Monday Nitro.                                                                 |        |
| 108 | Jim Duggan                    | 1      | 16 février 2000   | 1 mois et 26 jours  | Bethlehem (Pennsylvanie)          |                                  | Trouvait la ceinture dans les ordures. |        |